# Chinameca (volcà)
Chinameca, també conegut com El Pacayal, és un un estratovolcà que s'eleva fins als 1.300 msnm i que es troba al centre-oest d'el Salvador, al nord del volcà San Miguel i sobre la ciutat de Chinameca. El volcà està coronat per una caldera de 2 quilòmetres d'amplada coneguda com a Laguna Seca el Pacayal, i un con satèl·lit a la cara oest, el Cerro el Limbo, que s'eleva més que la vora de la caldera. Al vessant nord hi ha fumaroles que han estat lloc d'un programa d'exploració geotèrmica.